# Satavaptan
-3-methoxybenzamide
| image = Satavaptan structure.svg
| width = 200
| tradename = 
| legal_status = 
| routes_of_administration = 
| CAS_number = 185913-78-4
| CAS_number_Ref = 
| ATC_prefix = none
| PubChem = 9810773
| DrugBank_Ref =  
| ChemSpiderID = 32699105
| ChemSpiderID_Ref =  
| UNII = AJS8S3P31H
| UNII_Ref =  
| C = 33
| H = 45
| N = 3
| O = 8
| S = 1
| molecular_weight = 643.789 g/mol
| SMILES = C1COCCN1CCO[C@H]2CC[C@](CC2)3c4cc(OCC)ccc4N(C3=O)S(=O)(=O)c5ccc(cc5OC)C(=O)NC(C)(C)C
| StdInChI = 1S/C33H45N3O8S/c1-6-43-25-8-9-27-26(22-25)33(13-11-24(12-14-33)44-20-17-35-15-18-42-19-16-35)31(38)36(27)45(39,40)29-10-7-23(21-28(29)41-5)30(37)34-32(2,3)4/h7-10,21-22,24H,6,11-20H2,1-5H3,(H,34,37)/t24-,33+
| StdInChIKey = QKXJWFOKVQWEDZ-VCCCEUOBSA-N
| StdInChIKey_Ref =  
| StdInChI_Ref =  
| verifiedrevid = 455169440
}}
Satavaptan (INN; tên mã phát triển SR121463, tên thương hiệu dự kiến trước đây là Aquilda) là một chất đối vận thụ thể vasopressin-2  được điều tra bởi Sanofi-Aventis và đang được phát triển để điều trị hạ natri máu. Nó cũng đã được nghiên cứu để điều trị cổ trướng. Thuốc đã bị ngừng phát triển vào năm 2009.